# Rochers de Marche-les-Dames

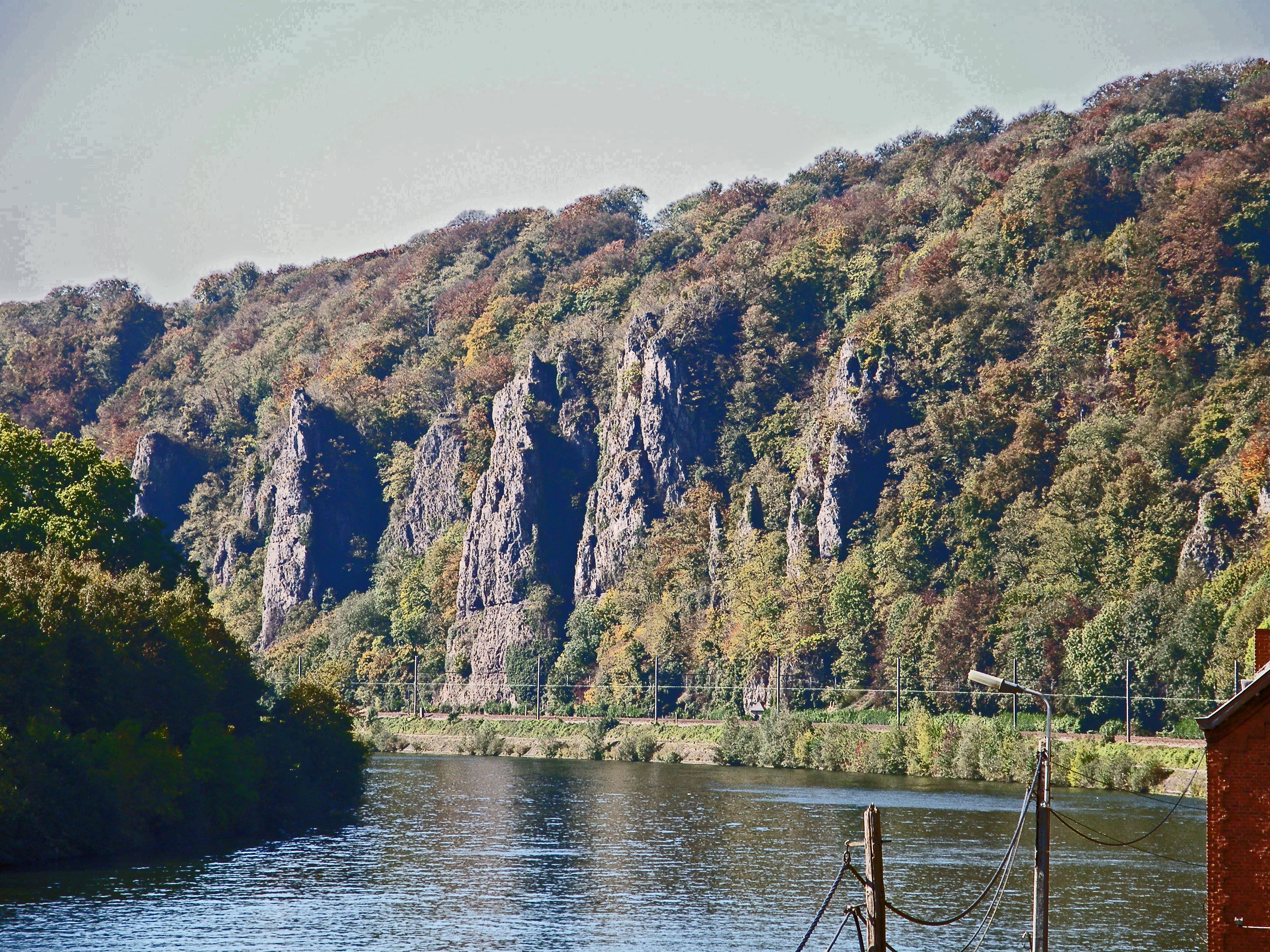
Rochers de Marche-les-Dames.

Les rochers de Marche-les-Dames forment un groupe rocheux situé sur la rive gauche de la Meuse, à la sortie de Namur, en Belgique. Très prisé des amateurs d'escalade le groupe rocheux fait partie du Patrimoine majeur de Wallonie. Une partie des rochers dont l'accès est limité fait partie du camp militaire des para-commandos de l'Armée belge.
Ils sont aussi célèbres en raison du décès du roi Albert Ier lors de l'escalade d'un des rochers du massif le 17 février 1934.

## Situation et accès
- Namur-Marche-les-Dames
- IGN : 47/ 3-4
- Coordonnées : X 191.850 Y 130.000, sur la rive gauche de la Meuse le long de la N 959, entre Namêche et Beez

## Description

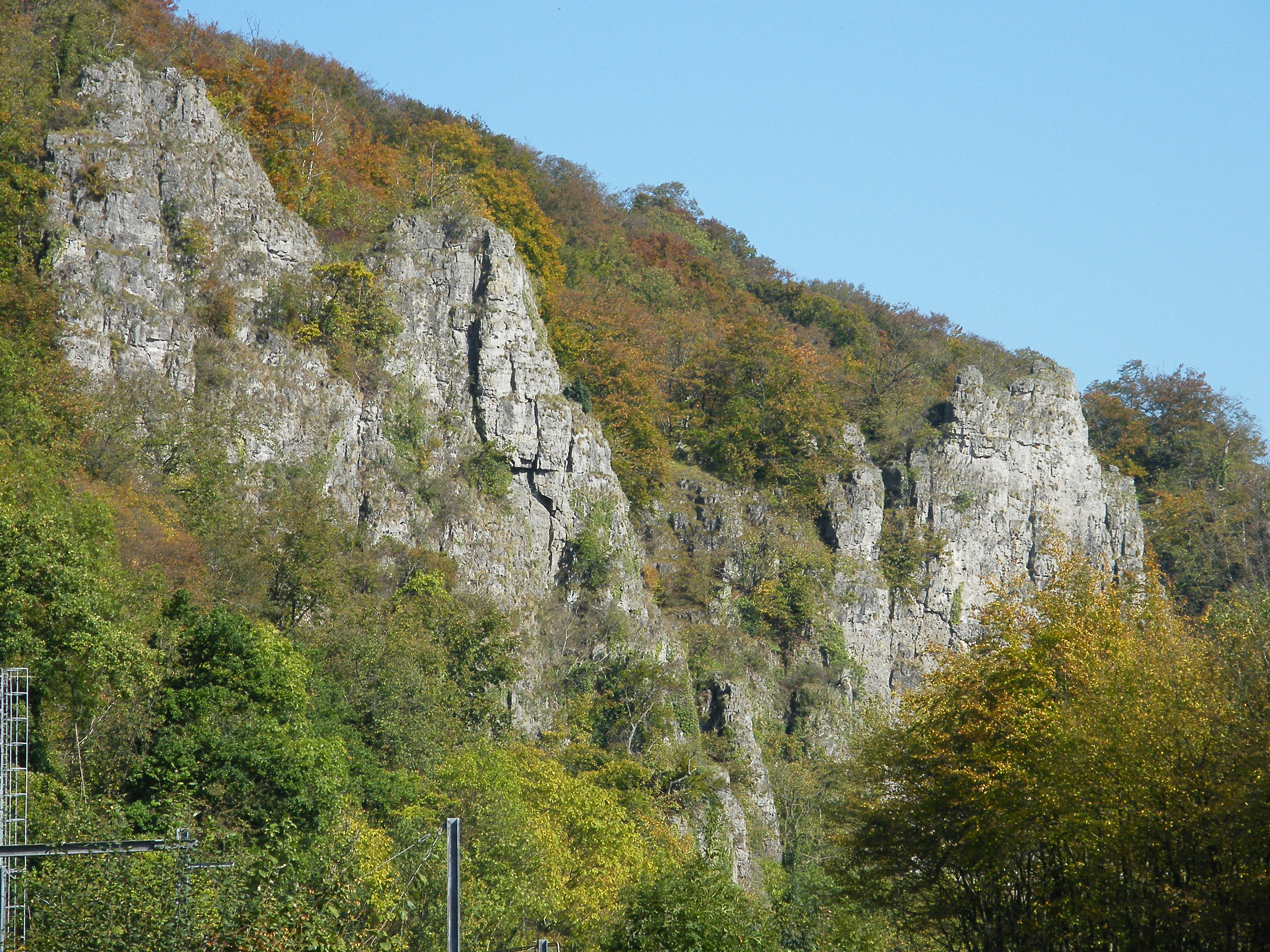
Rochers de Marche-les-Dames.

Les falaises de Marche-les-Dames, constituées de calcaire dolomitique (ou magnésien), sont situées à quelques kilomètres en aval de Namur. Elles abritent une remarquable flore rupestre. La richesse botanique est particulièrement élevée et comprend aussi bien des espèces calcicoles que des plantes neutrophiles et acidophiles. Le vaste massif forestier surplombant le massif rocheux accueille une faune variée. L'on y remarque de nombreux oiseaux cavernicoles dont le pic mar , le pic noir, le pigeon colombin et d'autres espèces moins communes comme le pouillot siffleur, la bécasse des bois, la chouette hulotte, le grosbec casse-noyaux, le bouvreuil pivoine, etc. La majeure partie du massif est intégrée au réseau Natura 2000 dans le site « Vallée de la Meuse de Dave à Marche-les-Dames ».

## Escalade
Après Freÿr, Marche-Les-Dames est le deuxième site d'escalade en importance du pays. Ce petit groupe rocheux, s’étend sur 2,3 km le long de la rive gauche de la Meuse, en aval de Namur. On dénombre neuf rochers en amont du camp commando, sept à l’intérieur du camp et sept autres en aval du camp.
Au total, 23 rochers, de 20 à 80 m de hauteur, qui comportent plus de 400 voies pour la plupart athlétiques en raison de la verticalité du massif. Elles se déroulent sur un calcaire dolomitique, très travaillé (usé et patiné) et parsemé de prises à goutte d'eau. La plupart des voies ont un niveau de cotation en escalade TD (très difficile) à ED (extrêmement difficile).
Les rochers du Roi Albert, du Dièdre Noir et de La Popeye sont situés dans la « Partie Centrale » du domaine royal. Certains surplombent la route et le chemin de fer et, de ce fait, sont interdits à la pratique de l’escalade. Signalons encore, une belle Via ferrata qui se déroule à l’intérieur du camp commando et qui démarre près du refuge Albert 1er.
En résumé, l'on a :
- 400 voies allant du 3 au 7b
- accès : 
  - à tout grimpeur en règle d’assurance et de cotisation auprès du Club alpin belge ou de clubs affiliés;
  - les rochers dans le camp militaire des para-commandos sont seulement accessibles pendant le weekend moyennant la présentation d'une carte d'affiliation auprès d'une fédération belge d'escalade ou de l'UIAA ainsi que de la carte d'identité[2].

## Décès du roi Albert Ier

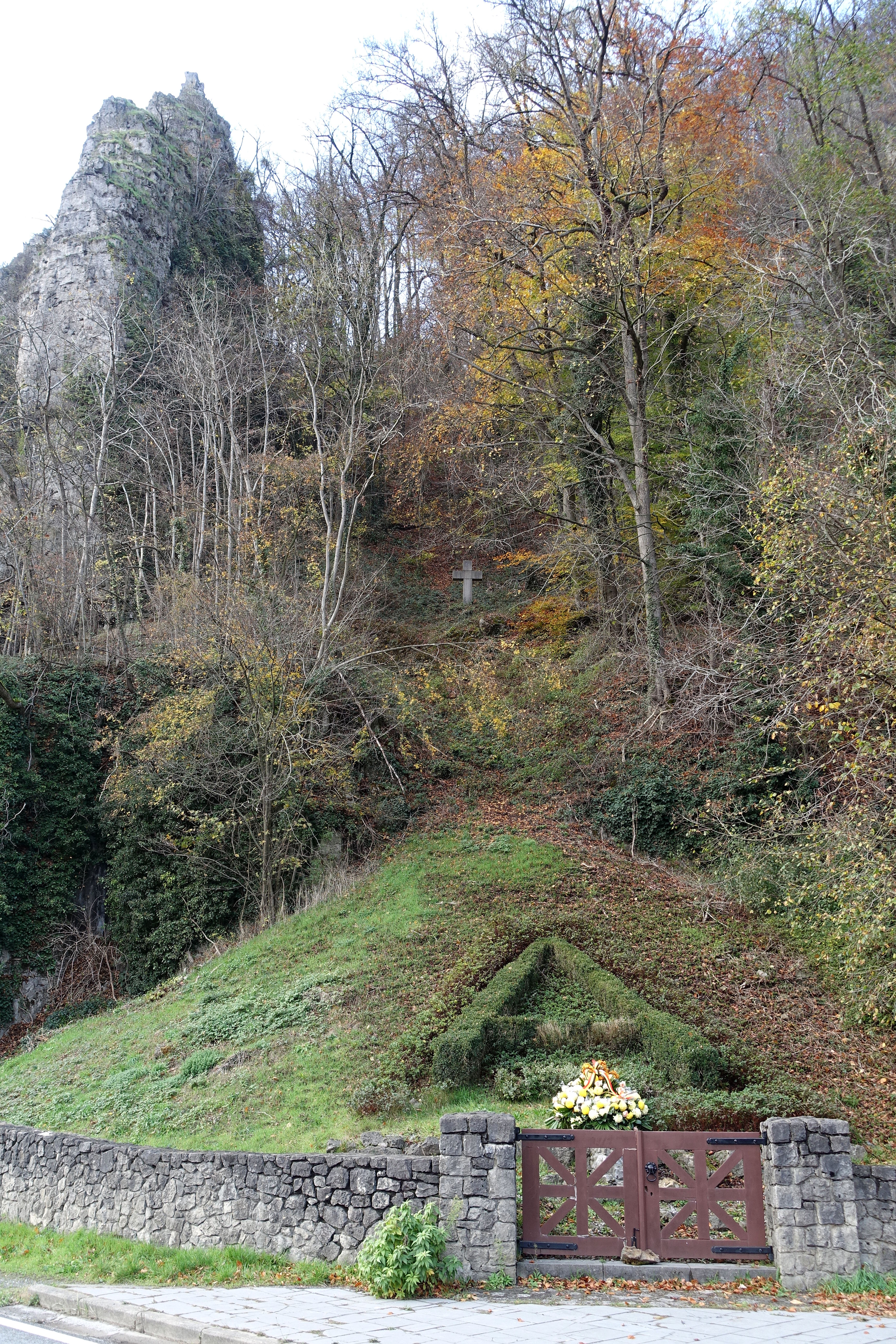
Mémorial roi Albert I^{er}.

Le 17 février 1934, à 58 ans, Albert parvient à consacrer, entre les audiences du matin et la cérémonie sportive qui aura lieu le soir à Bruxelles, quelques heures à une escalade sur les rochers de Marche-les-Dames. Il quitte le palais vers midi accompagné de son seul valet Théophile Van Dyck et prend le volant de sa Ford vers le Namurois. Parvenu à Boninne, il laisse sa voiture dans une prairie, demandant à Van Dyck de l'attendre. Une heure plus tard, le roi est de retour et annonce qu'il va effectuer une seconde ascension. Vers 17 heures, Van Dyck s'inquiète de ne pas le voir revenir car il sait que le roi est attendu le soir à Bruxelles. Il ne reviendra jamais ayant dévissé en raison de la mauvaise qualité du rocher. Le lendemain, vers une heure et demie du matin, on retrouve son corps.